# Список глав государств в 121 году
Список глав государств в 120 году — 121 год — Список глав государств в 122 году — Список глав государств по годам

## Африка
- Мероитское царство (Куш) — Аритениесбехе, царь (108 — 132)

## Азия
- Армения Великая — Вагарш I, царь (116 — 144)
- Иберия — Фарсман II, царь (116 — 132)
- Китай (Династия Восточная Хань) — Ань-ди (Лю Ху), император (106 — 125)
- Корея (Период Трех государств):
  - Когурё — Тхэджохо, тхэван (53 — 146)
  - Пэкче — Киру, король (77 — 128)
  - Силла — Чима, исагым (112 — 134)
- Кушанское царство — Вима Кадфиз, великий император  (105 — 127)
- Осроена:
  - Ялур, царь (118 — 122)
  - Парфамаспат, царь (118 — 123)
- Парфия:
  - Хосрой, шах (105 — 129)
  - Вологез II, шах (105 — 147)
- Сатавахана — Гаутамипутра Сатакарни, махараджа  (112 — 136)
- Хунну — Тань, шаньюй (98—124)
- Япония — Кэйко, тэнно (император) (71 — 130)

## Европа
- Боспорское царство — Савромат I, царь  (90 — 123)
- Ирландия — Катайр Mop, верховный король (119 — 122)
- Римская империя:
  - Адриан, римский император (117 — 138)
  - Марк Анний Вер, консул (121)
  - Гней Аррий Авгур, консул (121)

## Галерея

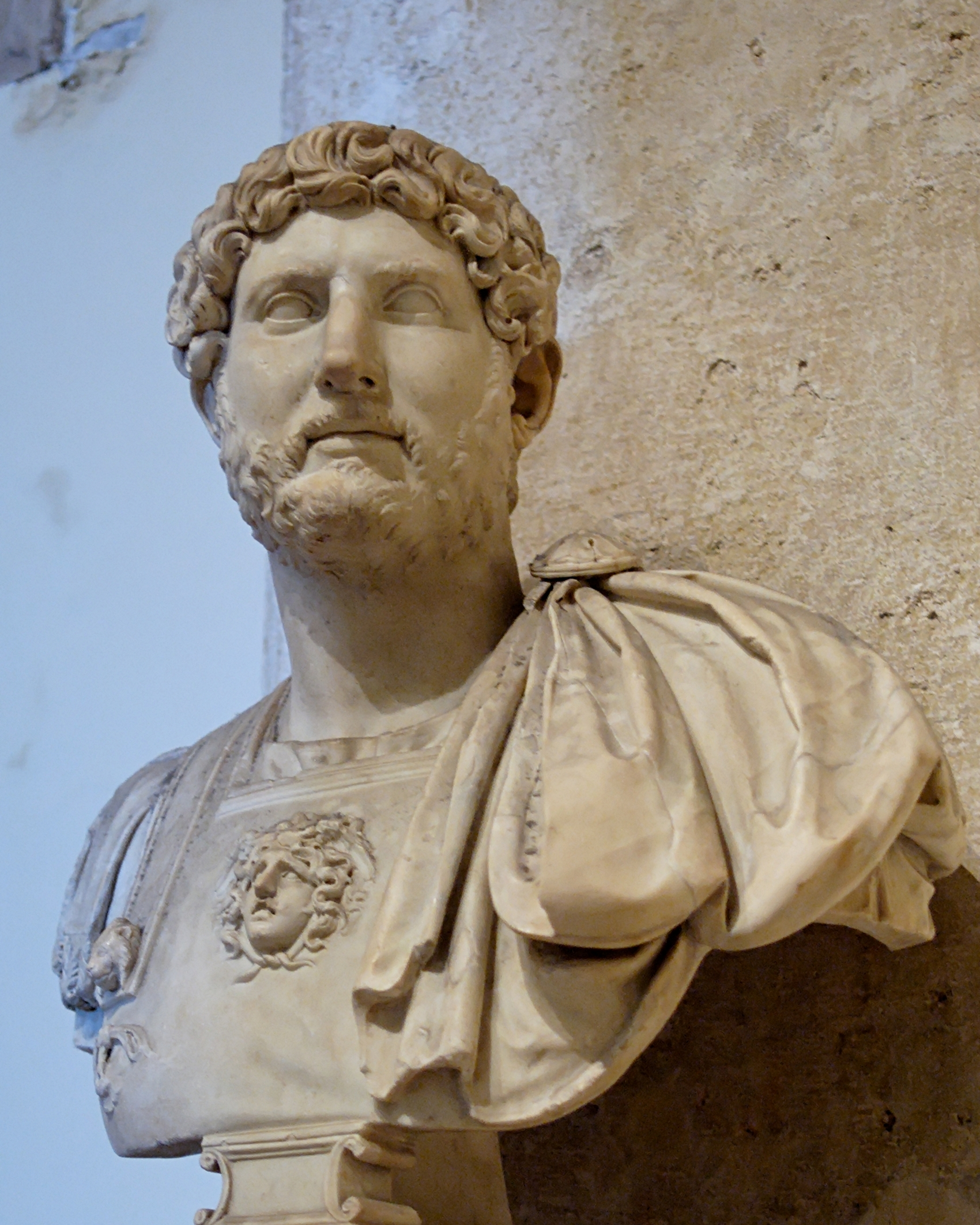
Адриан 117—138 Император Римской империи
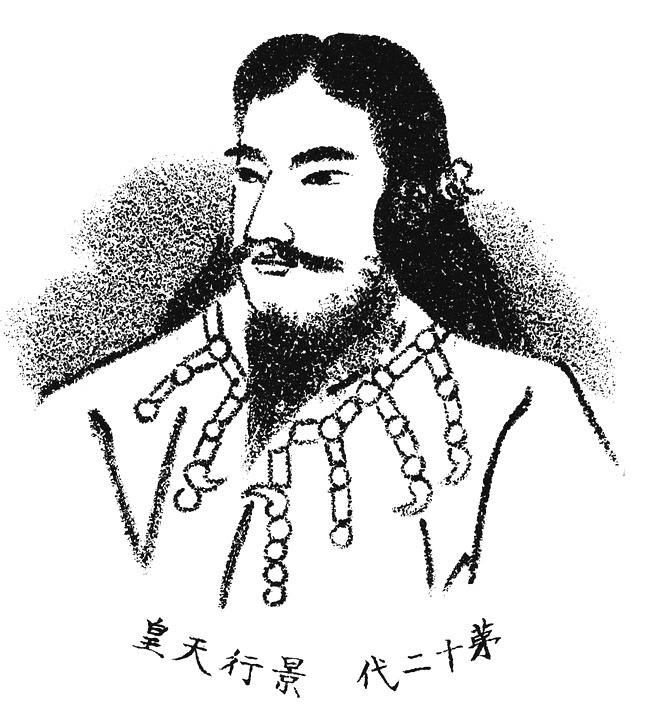
Кэйко 71—130 Император Японии